# IEEE 1902.1
El estándar IEEE 1902.1 o RuBee de IEEE que define el uso de los dos niveles inferiores de la arquitectura OSI (capas física y de enlace de datos), especificando sus normas de funcionamiento en una WLAN. En general, los 
protocolos de la rama 802.x definen la tecnología de redes de área local. 
(IEEE 1902.1) también llamado RuBee, es un protocolo inalámbrico bidireccional, que utiliza señales magnéticas de onda larga (LW) para enviar y recibir paquetes de datos cortos (128 bytes) en una red regional. 
El protocolo es similar a la familia de protocolos IEEE 802 también conocidos como WiFi (IEEE 802.11), WPAN (IEEE 802.15.4) y Bluetooth (IEEE 802.15.1).
RuBee se diferencia en que utiliza una señal portadora de baja frecuencia (131 kHz) Como resultado, se obtiene una velocidad de transferencia lenta para según que tipo de aplicaciones (1200 baudios), en comparación con otros protocolos.
- Datos: Q5906785